# Rubayo
Rubayo és la capital del municipi de Marina de Cudeyo (Cantàbria, Espanya).
L'any 2008 tenia 547 habitants. La localitat es troba a 25 metres d'altitud sobre el nivell del mar.
Els barris que componen la localitat són: El Avellano, Arriba, Abajo, Castanedo, Cuyarriba, Bresaguas, Plaza de la Constitución, El Tolle, Huertas, La Gándara, Las Cruces, Las Callejas, Quintana, Sierra i el Torillo.
En 1822 va formar el seu propi ajuntament amb el nom de Rubayo; en la reforma de 1835 es va unir a l'ajuntament de «Tercio de la Marina de Cudeyo», formant el nou ajuntament de Marina de Cudeyo, del que Rubayo es va convertir en la capital.

## Patrimoni
Destaca l'església parroquial de San Miguel, amb elements edificats en el segle xvi i segle xviii, i en els seus murs es pot veure un retaule pintat a finals del segle xvi.
Així mateix, també són d'interès en la localitat:
- Ermita de San Andrés
- Torre de Rubayo